# László Fazekas
Pour les articles homonymes, voir Fazekas.
László Fazekas, est un footballeur hongrois né le 15 octobre 1947 à Budapest. László Fazekas a été un des meilleurs joueurs hongrois et le second au classement du nombre de sélections pour l'équipe de Hongrie. Fazekas joua pendant les coupes du monde 1978 et 1982.

## Carrière

### Joueur
- 1965-1980 : Újpest FC  Hongrie
- 1980-1984 : Royal Antwerp Football Club  Belgique
- 1984-1985 : K Saint-Trond VV  Belgique

### Entraîneur
- 1985-1986 : Racing Jet de Bruxelles  Belgique
- 1986-1988 : SC Eendracht Alost  Belgique
- 1988-1990 : KRC Harelbeke  Belgique
- 1990-1992 : SC Eendracht Alost  Belgique
- 1992-1994 : Royale Union Saint-Gilloise  Belgique
- 1995-1996 : Royal Antwerp Football Club  Belgique

## Palmarès
- 92 sélections et 24 buts avec l'équipe de Hongrie entre 1968 et 1983.